# Rhipidia josephi
Rhipidia josephi är en tvåvingeart som först beskrevs av Alexander 1971.  Rhipidia josephi ingår i släktet Rhipidia och familjen småharkrankar. Inga underarter finns listade i Catalogue of Life.